# Isabelle Nicoloso
Isabelle Nicoloso (Domont, 13 februari 1961) is een wielrenner uit Frankrijk.
In 1984 werd Nicoloso tweede op de Franse nationale kampioenschappen, achter Jeannie Longo.
Op de Wereldkampioenschappen sprint op de baan in 1985 werd Nicoloso wereldkampioene, nadat ze in 1983 als eens derde was geworden.
In 1998 eindigde Nicoloso 53e op de UCI wereldbeker.